# 滝澤大志
滝澤 大志（たきざわ たいし、1985年9月3日 - ）は、日本の男性プロレスラー。血液型O型。神奈川県横須賀市出身。2AW所属。 本名：滝澤 雄樹(たきざわ ゆうき)

## 来歴
2006年11月19日、千葉Blue Fieldでのvs十嶋くにお戦にてデビュー。
2009年のKAIENTAI DOJOという名のタッグリーグ戦で優勝を果たす（パートナーはヒロ・トウナイ）。
2010年5月5日、梶トマトと組み火野裕士・稲松三郎組を破り、STRONGEST-K TAG王座第14代王者となる。
8月15日、真霜拳號・HIROKI組に敗れて王座陥落。
2011年10月、同団体に所属するKAZMAと共にWWE傘下のFCWへ参戦。リングネームはジロー。2012年2月28日、WWEとディベロップメント契約。FCWからの昇格を目指していた。
2012年6月、WWEよりFCW解雇が発表された。
8月、日本復帰戦となるKAIENTAI DOJO主催「海王トーナメント」への出場して優勝を果たす。
2013年2月11日、VOODOO-MURDERSに宮原健斗と共に加入。4月14日、後楽園ホール大会で火野裕士を破り、CHAMPION OF STRONGEST-Kを獲得。
6月20日、千葉市内にある商業施設で女性の下着を盗撮した容疑で、千葉県迷惑防止条例違反で千葉中央警察署に逮捕された。7月1日に略式起訴され、罰金刑を科せられた。所属団体のKAIENTAI DOJOは当初滝澤本人との接見が難しいことを理由にケガで欠場と発表。その2日後に新聞紙上で滝澤逮捕が報じられたため、滝澤同席のもと記者会見を開いて嘘の報告をしていたことを謝罪すると共に滝澤に対してCHAMPION OF STRONGEST-Kの剥奪および無期限謹慎の処分を行った。この処分の後練習生として再び入寮した。
2014年12月28日、無期限謹慎処分を解除される。この日よりセコンド業務なども行う。
2015年4月12日、後楽園ホールの「KAIENTAI DOJO13周年記念大会 CLUB-K SUPER evolution13」大会で復帰を発表し、5月2日の「GWSP in ITABASHI」でTAKAみちのくを相手に復帰戦を行い敗れる。
11月1日、復帰後初のタイトルに挑戦。吉野コータローとSTRONGEST-K TAG王座に挑戦するも凶月の真霜拳號&佐藤悠己組に敗れる。

## 得意技
MFF
WA4と同型。
高飛車
ビッグエンディングと同型。
リストクラッチ高飛車
タイガードライバー
ダブルチョップ
助走しながら合掌させた両腕を振り抜いて相手の胸板にチョップを叩き込む。

## タイトル歴
KAIENTAI DOJO
- CHAMPION OF STRONGEST-K王座
- STRONGEST-K TAG王座
- 海王トーナメント優勝
- BO-SOゴールデンタッグトーナメント優勝
- K-METAL LEAGUE優勝
- K-AWARD（新人賞）

2AW
- 2AW無差別級王座
- 2AWタッグ王座

## テレビ出演
- プロレスKING（GAORA）
- 水曜日のダウンタウン(TBSテレビ)